# Pinatubo (svamp)
Pinatubo är ett släkte av svampar. Pinatubo (svamp) ingår i divisionen sporsäcksvampar och riket svampar.